# Eupithecia eximia
Eupithecia eximia là một loài bướm đêm trong họ Geometridae.